# Полянская сельская община
Полянская сельская общи́на (укр. Полянська сільська громада) — территориальная община в Мукачевском районе Закарпатской области Украины.
Административный центр — село Поляна.
Население составляет 13 899 человек. Площадь — 225,5 км².

## Населённые пункты
В состав общины входит 13 сёл: Голубиное, Оленёво, Павлово, Пасека, Плоское, Плоский Поток, Поляна, Родниковка, Родникова Гута, Солочин, Сусково, Уклин и Яковское.